# Michael Palin: Around the World in 80 Days
Michael Palin: Around the World in 80 Days è una trasmissione televisiva della BBC mandata in onda nel Regno Unito nel 1989 in 7 puntate.
La serie era presentata dal comico e attore Michael Palin ed è ispirata al romanzo Il giro del mondo in 80 giorni di Jules Verne. conduttore ha cercato di riprodurre con la maggiore fedeltà possibile il percorso intrapreso da Phileas Fogg (protagonista del romanzo) e Passpartout (maggiordomo e fedele amico di Phileas Fogg). Nel caso della serie televisiva Michael Palin interpreta il protagonista del romanzo, mentre Passpartout è rappresentato da una film-crew di cinque persone.
Il programma è stato un successo commerciale e della critica e ha dato il via ad una lunga serie di viaggi e serie tv sempre condotti da Michael Palin tra cui: Pole to Pole, Full Circle , Hemingway Adventure , Sahara , Himalaya, New Europe e Brazil.
A seguito del viaggio Michael Palin ha scritto un libro sull'esperienza fatta, in cui sono inclusi molti più dettagli e pensieri personali.

## Episodi
La serie televisiva è formata da sette episodi di 50 minuti circa. Essi sono: The Challenge, Arabian Frights, Ancient Mariners, A Close Shave, Oriental Express, Far East and Farther East, Dateline to Deadline.